# François Rappo
François Rappo (* 1955 in Lausanne) ist ein Schweizer Grafikdesigner und einer der bedeutendsten Schweizer Schriftgestalter.

## Leben
Rappo erwarb sein Diplom in Grafikdesign 1980 an der Ecole cantonale des beaux-arts de Lausanne. Von 2001 bis 2006 war Rappo Präsident der Jury der Schönsten Schweizer Bücher und 2005 Jury-Mitglied des Eidgenössischen Wettbewerbs für Design. Aktuell ist er Professor im Master-Programm Art Direction: Type Design, Photography der École cantonale d’art de Lausanne (ÉCAL), einer der weltweit renommiertesten Design-Hochschulen, wo er bereits von 1995 bis 1999 einen Lehrauftrag besaß.
Für das New York Times Magazine erstellte er einen Spezialschnitt der Schrift Theinhardt, den das Magazin für zwei Jahre bis Juni 2012 verwendete.
Rappo lebt und arbeitet in Lausanne.

## Schriften
- Genath
- Theinhardt
- Theinhardt Spezial (für New York Times Magazine)
- New Fournier BP
- LaPolice BP
- Didot Elder
- Antique (Digitalisierung der Schrift Haas Grotesk Medium)
- Plain
- CEO
- Apax
- Practice
- Orso

## Preise und Auszeichnungen
- 1996, 1997, 1999, 2000, 2006, 2008: Die schönsten Schweizer Bücher
- 2000: Die schönsten Bücher der Welt, Leipzig

## Ausstellungen
- 1995: Junge Grafik der Französischen Schweiz (frz. Jeunes graphistes de Suisses romande), Musée des arts décoratifs, Lausanne
- 2001: Starting My Own Foundry, Museum für Gestaltung, Zürich
- 2002: PostScript, Vienne, Haus der Künstler
- 2004: Frische Schriften, Zürich
- 2004: Beauty and the Book (Buchgestaltung zur Ausstellung)
- 2006: Meet the Jury!, Zürich
- 2012: Types We Can Make, Grafik-Fachschule Cooper Union, New York[1]